# القليعة (ولاية برج بوعريريج)
قرية القليعة ببلدية تاسمرت ببرج زمورة ولاية برج بوعريريج، هي قرية تاريخية ومركزا دينيا وثقافيا وتاريخيا مميزا في ولاية برج بوعريريج.

## موقع القرية
تقع القرية بين عدة جبال متسلسلة وعرة المسالك يهتدي الزائر اليها عن طريق بوابتين أساسيتين هما:
- أ-البوابة الشرقية: كانت هذه البوابة بالمكان المسمى «النادر الأبيض» المتصلة بالسلسلة الجبلية، وهي عبارة عن مغارة يتم العبور منها إلى القرية «القليعة»، تفتح صباحا وتغلق مساء بوضع الصخرة على بوابة المغارة.
- ب-البوابة الشمالية: هذه البوابة كانت موجودة بالمكان المسمى «غار افري» المحادية للوادي، وتعتبر المنفذ الوحيد للقرية من هذه الناحية.